# Mario Mazzoleni
Mario Mazzoleni (1944–2001) – włoski ksiądz katolicki i wyznawca Sathya Sai Baby.

## Życiorys
Mario Mazzoleni urodził się w 1944 roku.
W latach 70. XX wieku był pracownikiem radia watykańskiego oraz chrześcijańskiego czasopisma L'Avvenire. Jego kariera w Kościele rzymskokatolickim została przerwana przez chorobę.
W tym czasie pojechał do Indii i spotkał Sathya Sai Babę. Na skutek spotkania z Sathya Sai Babą przyjął jego nauki oraz uznał go za wcielenie Boga. Według Mazzoleniego to spotkanie całkowicie zreformowało i zmieniło na lepsze jego życie. Sprawiło, że stał się otwarty na inne religie.
Po powrocie do Włoch Mario Mazzoleni napisał książkę o Sathya Sai Babie: Katolicki ksiądz spotyka Sai Babę. Mazzoleni został za to ekskomunikowany.
W 2001 roku umarł na raka wątroby w szpitalu w Puttaparthi.